# Arabere
|  | Denne artikel omhandler befolkningsgruppen arabere. Opslagsordet har også anden betydning som en hesterace, se opslag Araber (hesterace). |
Arabere (arabisk: عرب) udgør en panetnisk gruppe. Arabere lever primært i Mellemøsten, Nordafrika, dele af Afrikas Horn og i andre dele af den arabiske verden. Arabere taler arabisk. Som gruppe bindes de sammen af fælles sprog, kultur og politiske traditioner.
Der er omkring 400 millioner arabere på verdensplan.[kilde mangler] Størstedelen af disse er muslimer, men der er også et stort antal kristne arabere i for eksempel Egypten, Libanon, Syrien, og Palæstina. Nogle jøder med rødder i arabiske områder anser også sig selv som arabere.

## Historie

### Præislamiske arabere
Egentlige arabere bliver formodentligt omtalt første gang i en assyrisk inskription der dateres til år 853 f.Kr. hvor ”mâtu arbâi” menes at betyde ”arabisk land”. Også i det hebraiske Gamle Testamente bliver forskellige ørkenstammer, kaldet ”aravi” der kommer af ordet ”arav”, hvilket betyder ørken, omtalt flere gange, og begge betegnelser dækker over folkeslag fra den sydlige del af Den arabiske Halvø.
Det klassisk arabiske sprog, menes at være opstået omkring det andet århundrede f.Kr. i sin tidligste form. På dette tidspunkt var kun den sydlige del af den Arabiske Halvø arabisk-talende, og stammerne der levede her, såvel som deres nulevende efterkommere i området der i dag er Saudi-Arabien og Yemen, bliver regnet for at være de originale arabere, traditionelt kaldet "qahtanitter".
Disse oprindelige arabere var delt op i mange forskellige riger og stammer, som for eksempel Saba og Himyar. De arabiske stammer levede, nogle fastboende i byer og andre som nomader, på et område som var en vigtig handelsrute mellem Middelhavet og det indiske subkontinent. Det førte til at en aktiv klasse af handelsfolk opstod, med byen Mekka som et vigtigt centrum. I alle føromtalte områder, syd/nord Arabien og Nordafrika, var troen på polyteistiske religioner dominerende, og dette varede indtil de monoteistiske abrahamitiske religioner opstod, med jødedommen som den først indtrådte, og den første til at sætte den monoteistiske standard via indførelsen af historien om De ti Bud.

### Araberne og islam
Nogle arabiske stammer konverterede til jødedommen, og allerede i det første århundrede e.Kr. blev hele arabisktalende riger, såsom det nabatæiske og ghassanitiske, konverteret til kristendommen, og allierede sig med det kristne Byzantinske Imperium som havde magten over Nordafrika og Levanten, som var hovedsageligt kristne områder. Samtidig havde det Persiske Rige magten i den østlige del af Mesopotamien.
Den arabiske Halvø blev skueplads for magtkampe mellem de tre ledende imperier: det kristne Byzantinske Imperium og dets kristne allierede, det zoroastiske Perserrige og det Himyariske Rige, som havde konverteret til jødedommen og var datidens dominerende arabiske stat. Himyar blev erobret af abyssinerne fra det kristne Ætiopien der var støttet af det Byzantinske Imperium i år 525 e.Kr., og disse forsøgte herefter at erobre Mekka for at underlægge sig den førnævnte vigtige handelsrute. Dette fejlede, da abyssinerne i Himyar blev erstattet af persere, og det var med til at skærpe ambitionerne hos den herskende arabiske stamme i Mekka, qurayshitterne.
Qurayshitterne udnyttede de imperiale magters stridigheder til at gøre Mekka til de arabiske stammers primære handels-og-kulturelle hovedstad.
Ifølge muslimsk tradition grundlagde en mand ved navn Muhammed fra Quraysh-stammen en ny monoteistisk religion i 600 tallet, kaldet islam. Indenfor den islamiske bevægelse var der et krav om udbredelse af religionen, og begyndelsen af 600 tallet var et ideelt tidspunkt for denne idé, eftersom de persisk/byzantinske stridigheder havde svækket begge magter og gjort dem sårbare overfor en eventuel tredjeparts angreb.

### Det arabisk-islamiske rige
De forskellige islamisk arabiske stammer allierede sig under lederskab af en muslimsk hersker, kaliffen, og lidt mere end hundrede år efter Muhammeds død var den Arabiske Halvø, den Frugtbare Halvmåne, og Nordafrika, blevet erobret, og samlet i et imperium.
Befolkningerne i disse områder undergik en islamisering og arabisering, de gik over til at have arabisk som hovedsprog, forlod deres egen kultur til fordel for den arabiske kultur, og begyndte også at se sig selv som arabere. Eksempelvis ægypterne, der talte græsk og koptisk. Arabisering af de koptisktalende i Egypten er en proces, der stadig foregår via diskrimination af ikke-arabere og ikke-muslimer. Disse arabiserede arabere kaldes traditionelt "adnanitter". Ikke alle islamiserede befolkninger blev dog arabiserede, som for eksempel perserne og berberne som beholdt deres sprog efter erobringen, og ikke alle arabiserede befolkninger blev islamiserede, og der blev da også ved med at være mange kristne og jødiske samfund i de arabiserede områder. Disse blev anset for at være ”bogens folk”, tilhængere af de abrahamitiske religioner, og blev derfor accepteret i de islamiske samfund. Arabiseringen og islamiseringen medførte dog i høj grad at tidligere etniske tilhørsforhold blev overflødige og erstattet af islam, og den arabiske kultur blev det nye centrum.
Muslimernes hellige bog, koranen, var skrevet på klassisk arabisk, kaldet fusha, og dette skriftsprog blev de islamiserede folkeslag nødt til at lære for at kunne studere religionen. Det Islamiske Riges imperium voksede sig større i løbet af de næste århundreder under ledelse af forskellige kalifat dynastier, såsom ummayaderne og senere abbasiderne. Men, uenighed om hvem der havde retten til titlen ”kalif” og som skulle lede kalifatet førte til at splittelse i den islamiske verden, og herefter begyndte forskellige ikke-arabisk muslimske ledere at vinde indflydelse, for eksempel tyrkiske mamelukker, som havde været yndede tropper indenfor det arabiske Kalifat, og nu var begyndt at danne deres egne sultandømmer.

### Araberne under det Osmanniske Rige
I løbet af 1500 tallet var det meste af den arabisktalende verden blevet del af det Osmanniske Rige. Dette kunne gennemføres fordi de arabiske riger i forvejen var svækkede grundet interne stridigheder, og fordi det osmanniske riges våben og militære organisation var overlegent. Osmannerne benyttede europæiske tropper, i form af børnesoldater, der blev bortført fra deres forældre, og i nogle tilfælde kastreret. Riget var islamisk, forsvarede islams grænser og videreførte udbredelsen af islam hvor det var muligt. Osmannerriget var altså en slags videreudvikling af kalifatet, og dets ledere anså sig selv for at være kaliffer, hvilket de også brugte til at retfærdiggøre deres erobring af islamiske lande.
De arabiske områder var af stor betydning for osmannerne, da en stor del af deres indtægter stammede herfra, og magten over dem var vigtig, fordi flere af dem lå tæt på rivaliserende riger, som det persiske ved Mesopotamien, og de europæiske ved Nordafrika. Da riget jo var islamisk var besiddelsen af de hellige områder, såsom Mekka og Medina, også vigtige. De arabisktalende folk var nu overskyggede af de tyrkisktalende ledere, og mange gange forsøgte diverse arabiske stormænd at gøre oprør mod de osmanniske herskere, men sjældent med succes. For eksempel skabte en arabisk leder ved navn Zahir Al Umar mellem 1759 og 1775 et autonomt styre i en del af Palæstina, og bejlede til forskellige anti-osmanniske regeringer, som den russiske, om alliancer. Det Osmanniske Imperiums indlemmelse af de arabiske områder bremsede dog desintegrationen af de arabiske samfund, og var endda en årsag til at der opstod forskellige regionale politiske bevægelser, eftersom det osmanniske imperiums lokale administrationer var ret fleksible og tillod lokale skikke og traditioners indflydelse.